# Konståret 1947

## Händelser

### April
- 19 april – En ung konstnärsgrupp, 1947 års män, med bland andra Olle Bonniér, Lage Lindell och Karl Axel Pehrson, framträder [1] på Galleri Färg och Form i Stockholm, där utställningen "Ung konst" hålls. Även Lennart Rodhe finns med [2].

### November
- 5 november – Prins Eugen-medaljen tilldelas Lars Israel Wahlman, arkitekt, Erik Fleming, konsthantverkare, Harald Sallberg, grafiker, J. F. Willumsen, dansk konstnär, Wäinö Aaltonen, finländsk skulptör, Henrik Sørensen, norsk målare, och Einar Jonson, isländsk skulptör.

### Okänt datum
- Konstmuseet Vigelandsmuseet invigs i Oslo.
- Folkrörelsernas konstfrämjande bildas.
- Silas Rhodes och Burne Hogarth grundar Cartoonists and Illustrators School.

## Verk
- Alberto Giacometti – Vandrande man

## Utställningar
- 7 juli – Le surréalisme en 1947, den VI internationella surrealistutställningen, enligt André Breton,[3], efter Köpenhamn 1935, London 1936, Paris 1938, Mexico City 1940 och New York 1942 öppnar på Galerie Maeght i Paris. Huvudtemat är "en ny myt". André Breton och Marcel Duchamp är kommissarier.
- 4 november – Mezinárodní surrealismus, den VII internationella surrealistutställningen, enligt André Breton, öppnar på Topičův salon i Prag och håller på till 3 december. Hans Bellmer medverkar, Victor Brauner, Toyen, Jindřich Heisler, Jindřich Štyrský, Max Ernst, Enrico Donati, Jacques Hérold, Roberto Matta, Joan Miró, Wifredo Lam, Yves Tanguy, Man Ray, Hans Arp och många fler.

## Födda
- 4 januari - Thomas Qvarsebo, svensk konstnär.
- 17 januari - Channa Bankier, svensk konstnär.
- 18 januari
  - Takeshi Kitano, japansk skådespelare, komiker, konstnär, poet och filmregissör.
  - Olle Simonsson svensk keramiker och folkmusiker.
- 14 februari - Vartan Malakian, armenisk-amerikansk konstnär.
- 4 mars - Peter Mandl, konstnär, skulptör.
- 9 mars - Lena Linderholm, svensk konstnär, författare och företagare.
- 12 mars - Kalervo Palsa (död 1987), finsk konstnär.
- 19 mars - Eva Björkström, svensk konstnär och trädgårdsdesigner.
- 17 april - Berit Lindfeldt, svensk skulptör.
- 2 maj - Louise Tillberg, svensk konstnär, författare och före detta skådespelare.
- 15 maj - Howard Brookes, brittisk målare.
- 20 maj - Peter Backhaus, svensk målare, performanceartist, videokonstnär och musiker.
- 5 juni - Laurie Anderson, amerikansk experimentell musiker.
- 30 juni - Peter Frie, svensk konstnär.
- 26 juli - Mati Lepp, svensk illustratör.
- 5 augusti - Ingmari Lamy, svensk fotomodell, skådespelerska, konstnär.
- 20 augusti - Alan Lee, engelsk bokillustratör, konstnär och filmdesigner.
- 13 oktober - Fred Åberg, svensk skulptör.
- okänt datum - Linda Lysell, konstnär, målare.
- okänt datum - Mats Hansén, svensk konstnär.
- okänt datum - Gunnar Simonsson, svensk konstnär.
- okänt datum - Sam Westerholm, svensk bildkonstnär och skulptör.
- okänt datum - Kirsten Raagaard, dansk illustratör och författare.
- okänt datum - Maj Fagerberg, svensk illustratör och författare.

## Avlidna
- 5 april – Vera Meurman-Lustikh (född 1889), svensk konsthantverkare och målare.
- 17 augusti – Prins Eugen (född 1865), svensk prins, konstnär.
- 16 september – Per Fredriks (född 1887), svensk konstnär.

### Fotnoter
1. ↑  Hundra år i Sverige – 1947, Hans Dahlberg, Albert Bonniers, 1999
2. ↑  Sverige 1900-talet – 1947, NE, Bra Böcker, 2000
3. ↑  José Pierre (red.): Undersökningar av sexualiteten: samtal mellan surrealister 1928–1932 (Göteborg: Bokförlaget Korpen, 1995), Appendix IX.